# Boleslaw Jaworskyj
Boleslaw Leopoldowytsch Jaworskyj (ukrainisch Болесла́в Леопо́льдович Яво́рський, russisch Болеслав Леопольдович Яворский / Boleslaw Leopoldowitsch Jaworski; * 10. Junijul. / 22. Juni 1877greg. in Charkow, Gouvernement Charkow, Russisches Kaiserreich; † 26. November 1942 in Saratow, Sowjetunion) war ein ukrainischer Musikwissenschaftler, Komponist und Hochschullehrer.

## Leben
Jaworskyj absolvierte im Jahr 1898 das Kiewer Musikinstitut und studierte dann am Moskauer Konservatorium Komposition bei S. I. Tanejew und Fortepiano bei N. E. Schischkin mit Abschluss 1903.
Jaworskyj begründete 1903 die Theorie des Lad(Modi)-Rhythmus, die ihre größte Ausbreitung Ende der 1920er Jahre fand (zusammen mit der Theorie der Lad(Modi)-Tonführung bzw. Lad(Modi)-Schwerpunkt). Der Name Modi-Rhythmus verweist auf die Tonleiter-Modi als Basis der alten Musik und den Rhythmus als Basis der zeitgenössischen Musik. Jaworskyjs Theorie enthält Elemente der Rhetorik im metaphorischen Sinne im Hinblick auf die Definition der Musik als musikalische Rede und deren Intonation im Rahmen der Theorie des Tritonus-Schwerpunktes. Zentrale Begriffe sind Diapason und Metrum. Viele wissenschaftliche Arbeiten Jaworskyjs wurden nicht veröffentlicht und befinden sich im Archiv des Allrussischen Zentralen Glinka-Musikkulturmuseums in Moskau.
Nach der Russischen Revolution 1905 gründete er zusammen mit Tanejew und anderen als Gegenpol zum staatlichen Moskauer Konservatorium 1906 das Volkskonservatorium, das 1907 Teil der Gemeinschaft der Volksuniversitäten wurde und 1916 sich auflöste. Er komponierte das Ballett John Wilmore, das jedoch nicht aufgeführt wurde. Von 1916 bis 1921 war Jaworski Dozent am Kiewer Konservatorium für Fortepiano, Kompositionstheorie und Musikperzeption.
1921 wurde Jaworskyj auf Initiative A. W. Lunatscharskis Leiter der Abteilung Musiklehranstalten der Hauptverwaltung für Berufsausbildung im Volkskommissariat für Bildungswesen. Dort versuchte er, die Lehre im Moskauer Konservatorium gegen den Widerstand der Konservatoriumsprofessoren A. B. Goldenweiser, M. M. Ippolitow-Iwanow und M. W. Iwanow-Borezki zu reformieren. Gleichzeitig lehrte Jaworskyj zwischen 1921 und 1930 Musikperzeption an dem von ihm gegründeten Ersten Staatlichen Musiktechnikum. Wiederholt war er in Italien, Griechenland, Österreich, Frankreich und Deutschland. Im Auftrage Lunatscharskis verhandelte er mit S. S. Prokofjew über dessen Rückkehr nach Russland. Von 1921 bis 1931 war Jaworskyj Mitglied der Staatlichen Akademie für Kunstwissenschaften. Von 1925 bis 1930 war er Mitglied der Qualifizierungskommission der Zentralen Kommission für die Verbesserung des Lebens der Wissenschaftler des Rats der Volkskommissare.
1930 wurde Jaworskyj Mitglied des Kunst-Rates des Moskauer Bolschoi-Theaters und komponierte die Oper Turm des Oktobers. Zwischen 1932 und 1941 war er Chefredakteur des Staatlichen Musikverlages (Musgis), wo er insbesondere Das Wohltemperierte Klavier von J. S. Bach herausgab. Von 1938 bis 1941 arbeitete er im Moskauer Konservatorium und hielt als Aspirant die Vorlesung Werksideologie und Stil zur Stilgeschichte. Nach Ausbruch des Deutsch-Sowjetischen Krieges wurde er mit den Konservatoriumsprofessoren nach Saratow evakuiert.
Zu Jaworskyjs Schülern gehörten Vernon Duke, Alexander Krein, Sergei Protopopow, Arnold Alschwang, Nadeschda Brjusowa, Lew Kulakowski, Alexander  Sweschnikow, Pawel Seniza, Viktor Zukkerman und Mykola Leontowytsch. Jaworskyj beriet viele russische Komponisten, wie D. D. Schostakowitsch, G. W. Swiridow und Orest Jewlachow. Jaworskyjs theoretische Vorstellungen wurden von B. W. Assafjew und J. W. Nasaikinski aufgenommen und in die Harmonie-Lehren von J. N. Tjulin, T. S. Berschadskaja und J. N. Cholopow integriert.